# Взятие Марии Магдалины на небо
«Взятие Марии Магдалины на небо» — картина Доменико Цампьери по прозвищу Доменикино из собрания Государственного Эрмитажа. Написана масляными красками на холсте и имеет размеры 129 × 110 см.
Картина иллюстрирует эпизод, описанный в «Золотой легенде» Иакова Ворагинского (глава XCVI): Мария Магдалина, «охваченная жаждой горнего созерцания», на тридцать лет удалилась в пустыню, где «пребывала в обители, созданной для неё руками ангелов. <…> наш Искупитель положил ей насыщаться не земными плодами, но небесной трапезой. Ежедневно, в каждый из семи канонических часов, ангелы возносили её над землёй, и она телесным слухом внимала дивным созвучиям ангельского пения. Ежедневно святая Мария насыщалась сладчайшими яствами, и когда ангелы возвращали её в обитель, больше не нуждалась в телесной пище».
Композиция и построение картины в значительной степени совпадают с более распространённым религиозным сюжетом «Вознесение Девы Марии», однако на картине в руках ангелов изображены атрибуты, относящиеся именно к Марии Магдалине: власяница, плётка и сосуд с мирром.
Картина написана около 1620 года. Жёлтая узорчатая ткань из одеяния Марии Магдалины совершенно идентична ткани одеяния Богородицы с картины «Мадонна с чётками» из собрания Национальной пинакотеки Болоньи, написанной в то же время. Общая композиция картины близка фреске на сюжет из жизни св. Цецилии, написанной Доменикино для церкви Сан-Луиджи-деи-Франчези в Риме. Существует подготовительный рисунок, находящийся в частной коллекции в Великобритании; на обороте имеется набросок к «Мадонне с розой» из собрания Национального музея в Познани, датируемой около 1615—1619 годов.

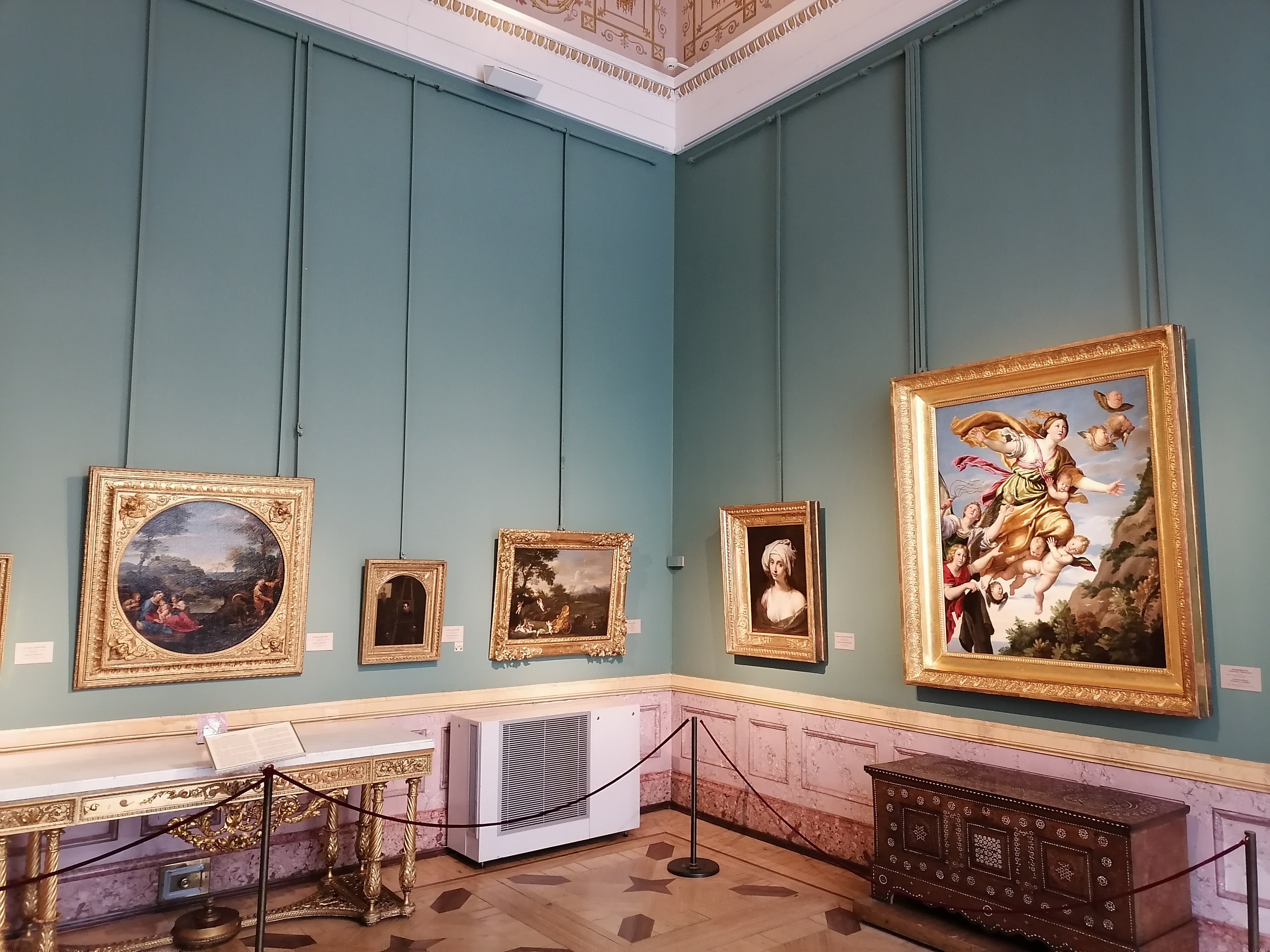
Картина в Итальянском кабинете (зал 231) Нового Эрмитажа

Предполагается, что картина принадлежала Жану-Батисту Кольберу, затем находилась в собрании Пьера Кроза и в 1772 году была продана наследниками Луи Антуана Кроза, в составе его коллекции, российской императрице Екатерине II.
Существует картина Доменикино с изображением «святой, возносимой на небо ангелами». Она принадлежала Джироламо Карраре, а с 1832 по 1920 год находилась в собрании Уонтейдж в Лондоне, далее следы этой картины потерялись. Всеволожская отмечает, что лондонская картина «отличается от эрмитажной большим пространством вверху и отсутствием изображения одного херувима». Э. К. Липгарт в эрмитажном каталоге 1912 года считал, что лондонская картина является повторением петербургской.
Г. Ф. Вааген характеризовал картину как обладающую удачной композицией и прекрасным колористическим решением.
Картина выставляется в здании Нового Эрмитажа в зале 231 (Итальянский кабинет).